# Eusebio Tejera
Eusebio Ramón Tejera Kirkerup (6. leden 1922, Montevideo – 9. listopad 2002) byl uruguayský fotbalista. Nastupoval především na postu obránce.
S uruguayskou reprezentací vyhrál mistrovství světa roku 1950. Na vítězném šampionátu nastoupil ke všem čtyřem utkáním. Hrál i na světovém mistrovství roku 1954, kde Uruguayci skončili čtvrtí. V národním týmu působil v letech 1945–1954 a celkem za něj odehrál 31 utkání.
S Nacionalem Montevideo se stal čtyřikrát mistrem Uruguaye (1946, 1947, 1948, 1950).